# Troposphären-Nachrichtensystem Bars

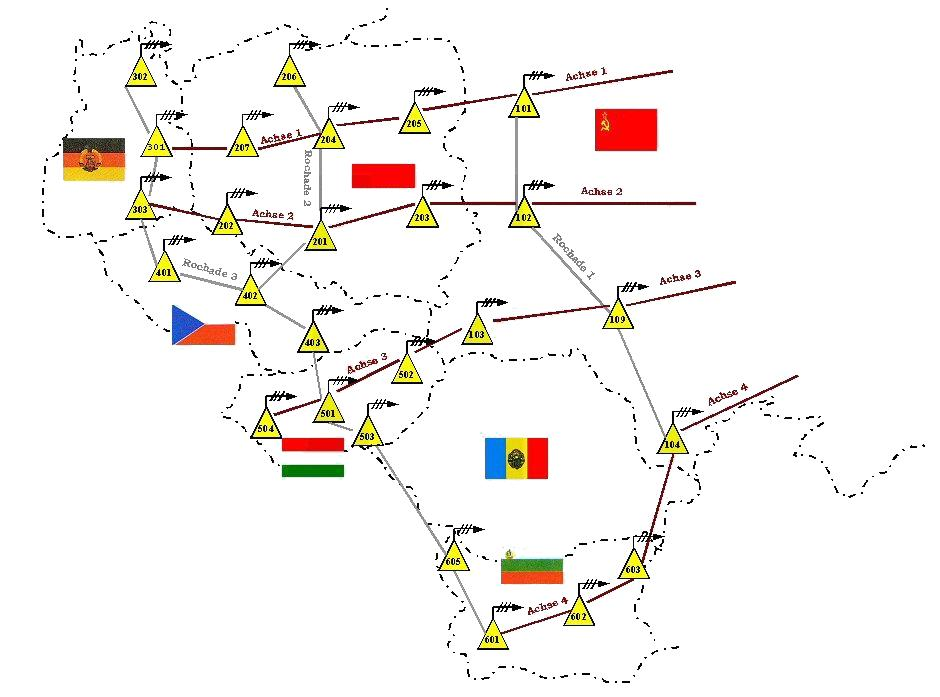
Das strategische Troposcattersystem Bars

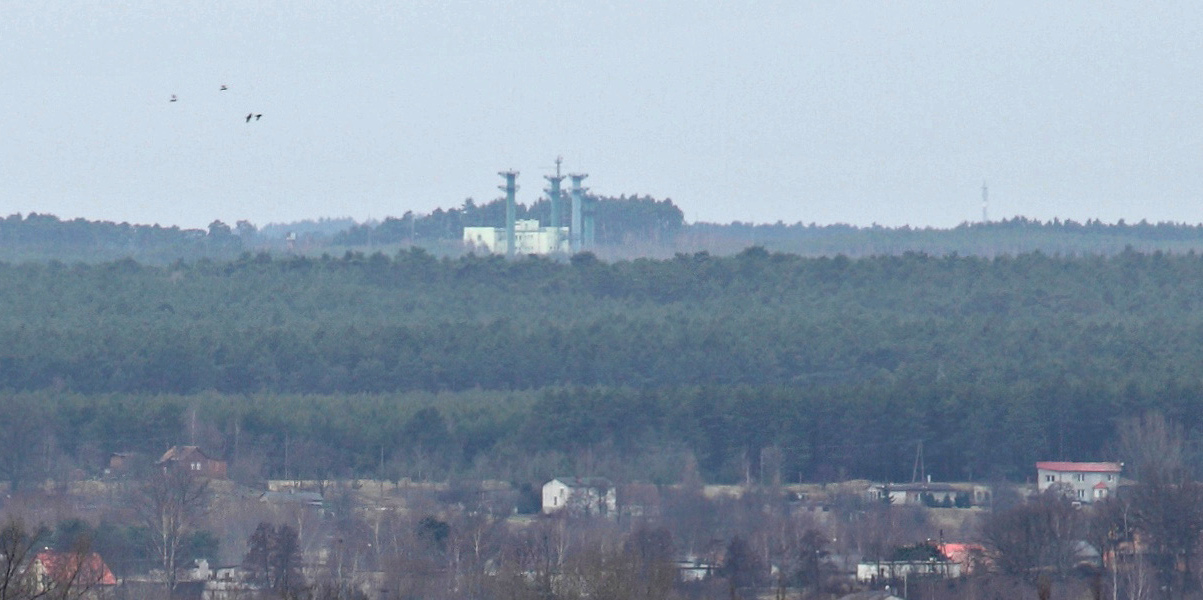
Bars-Funkstelle Nr. 204 bei Thorn, Polen

Bars – russisch Барс = Leopard – war das strategische Troposphären-Nachrichtensystems des Warschauer Paktes. Das System wurde in den 1980er Jahren analog dem NATO-System ACE High mit dem Ziel errichtet, die Führung zwischen den Ländern auch nach einem Einsatz von Kernwaffen in einem Atomkrieg aufrechtzuerhalten. Es war eine Teilkomponente des Einheitlichen Nachrichtensystems (ENS) des Warschauer Paktes.

## Struktur
Das System umfasste, ausgenommen Rumänien, alle Teilnehmerländer des Warschauer Paktes und sah für jedes Land eine bestimmte Anzahl von ortsfesten, in der Regel verbunkerten, Troposphären-Funkstellen vor. Seine Ausdehnung erfolgte aus den westlichen Gebieten der UdSSR über vier Achsen; jeweils zwei in westlicher und südwestlicher Richtung. Diese Richtungen entsprachen den möglichen Hauptoperations-Richtungen in einem militärischen Konflikt auf dem mitteleuropäischen Kriegsschauplatz.
Die Errichtung des Systems war eine Antwort auf den NATO-Doppelbeschluss vom 12. Dezember 1979, der für den Fall des Scheiterns von Verhandlungen über die Reduzierung der Trägerwaffen die Stationierung neuer Marschflugkörper mit atomaren Sprengköpfen in den Ländern der NATO vorsah. Aufgrund der spezifischen Abstrahlungs- und Ausbreitungsbedingungen der elektromagnetischen Energie des Systems (Troposcatter) war die Wahrscheinlichkeit zur Aufrechterhaltung der Führung auf strategischer Führungsebene nach dem Einsatz von Kernwaffen gegeben.

## Einsatz im Kalten Krieg
Neben der verbalisierten Sprache sind es vorrangig technische Nachrichtenmittel (Fernmeldemittel), die das Führen von Führungsstellen überhaupt erst ermöglichen. Zu den Nachrichtenmitteln zählen drahtgebundene, Richtfunk-, Funk-, Satelliten- oder auch die Kurier- und Feldpostmittel. Im Krieg werden diese bei Beachtung der Führungsebene alle gleichzeitig zwischen zwei Führungsstellen organisiert. Jedes einzelne Mittel stellt im Falle des Ausfalls eine Alternative für die verbleibenden Mittel dar. In ihrer Gesamtheit bestimmen sie Standhaftigkeit und Zuverlässigkeit der Führung. Das Nachrichtenmittel Troposphärenfunk weist infolge seiner geschützten Unterbringung und der Besonderheiten der Abstrahlung elektromagnetischer Energie eine vergleichsweise geringe Störanfälligkeit in einem Atomkrieg auf. Daraus resultiert der Einsatz auf höchster Führungsebene. Das bedeutet keinesfalls, dass die Führung in einem Atomkrieg über dieses Nachrichtenmittel gewährleistet ist. Alle Nachrichtenkanäle einer Troposphären-Funkrichtung wurden über herkömmliche Nachrichtenmittel (z. B. Feldkabel- oder Richtfunkverbindungen) zu den teilweise weit entfernt liegenden Führungsstellen weiter geschaltet, und die Anfälligkeit dieser Nachrichtenmittel gegenüber einem Atomschlag ist allgemein bekannt.  Sind diese zerstört, gibt es keine Übertragung von mündlichen oder schriftlichen Informationen, so dass auch keine Führung über das Troposphären-Nachrichtensystem mehr möglich ist.

## Errichtung des Systems

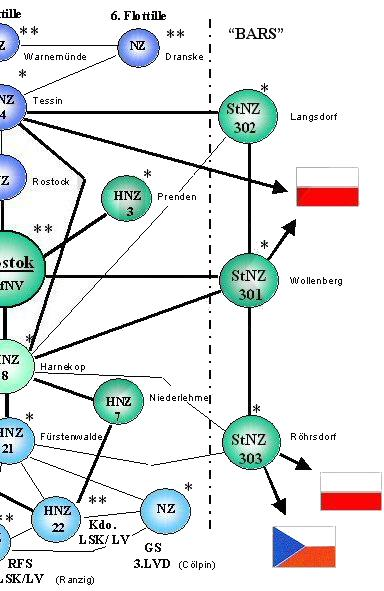
Einordnung der Troposphärenfunkstationen in das Führungs- und Nachrichtensystem

Die Errichtung des strategischen Troposphären-Nachrichtensystems wurde im September 1980 von Militärexperten in Moskau beraten, beschlossen und den Regierungen zur Ratifizierung vorgelegt. Trotz größter ökonomischer und finanzieller Schwierigkeiten in den Ländern wurde das System außerhalb der Planinvestitionen im Zeitraum von 1982 bis 1987 realisiert, wenn auch in einigen Ländern mit Einschränkungen. So wurden z. B. in der VR Ungarn nicht alle Troposphären-Funkstationen in unterirdischen Schutzbauten (Bunkern) errichtet. In der VR Polen wurden teilweise zunächst oberirdische ungeschützte Troposphären-Funkstationen errichtet und in Betrieb genommen. Der Bau von Schutzbauten (Bunkern) in unmittelbarer Nachbarschaft begann, kam aber bis 1990 nicht zum Abschluss. Das System war stationär ausgelegt und ermöglichte auf den Achsen und Rochaden eine hohe Manövrierfähigkeit mit Nachrichtenkanälen. Für den Fall von Kampfhandlungen in der West- und Südwestrichtung war in den Stellen- und Ausrüstungsplänen (STAN) die mobile Variante des Gerätesystems aufgenommen. In der DDR erfolgte die Einführung der mobilen Variante noch im Februar 1990.
Das System ging am 1. Dezember 1987 offiziell in Betrieb und wurde bis zum 7. Mai 1990 nach Programmzeiten gefahren. Danach ging es in die operative Nutzung (Dauerbetrieb).  Am 14. August 1990 erfolgte die Abschaltung des Systems in der DDR, die Außerbetriebnahme aller Verbindungen.
Die DDR war mit drei Troposphären-Funkstationen beteiligt, die in geschützten Bauwerken (Bunkern) installiert waren:
- Troposphären-Funkstation 301 in Wollenberg bei Bad Freienwalde (Oder) in Brandenburg,
- Troposphären-Funkstation 302 in Langsdorf bei Bad Sülze in Mecklenburg-Vorpommern,
- Troposphären-Funkstation 303 in Röhrsdorf bei Königsbrück in Sachsen.

Jedes der Schutzbauwerke war projektiert, gebaut und vorbereitet für die Aufnahme von vier Troposphären-Funkgerätesätzen der neuesten Generation. Jedem Gerätesatz war ein Stahlgittermast zugeordnet. Theoretisch war die Aufnahme von Verbindungen in vier Richtungen möglich. Aus ökonomischen und operativen Gründen wurden nicht alle Gerätesätze bis 1990 installiert. Je Richtung war die Bildung von 60 bzw.120 Troposphären-Funkkanälen möglich. Die Standorte der Stationen waren nach operativ-strategischen Gesichtspunkten ausgewählt und berücksichtigten die Eingliederung der NVA in den Bestand der Koalitionsstreitkräfte. So sicherte die Troposphären-Funkstation 301 in Wollenberg unter anderem die Bereitstellung von Troposphären-Funkkanälen zur Nachrichtenzentrale des Ministeriums für Nationale Verteidigung und dessen Hauptführungsstelle in Harnekop. Auf nationaler Ebene gingen die Troposphären-Funkstationen als die Stütznachrichtenzentralen 301 – 303 in das Nachrichtensystem der NVA ein. Mit diesen Bezeichnungen wurde ihre Existenz verschleiert.

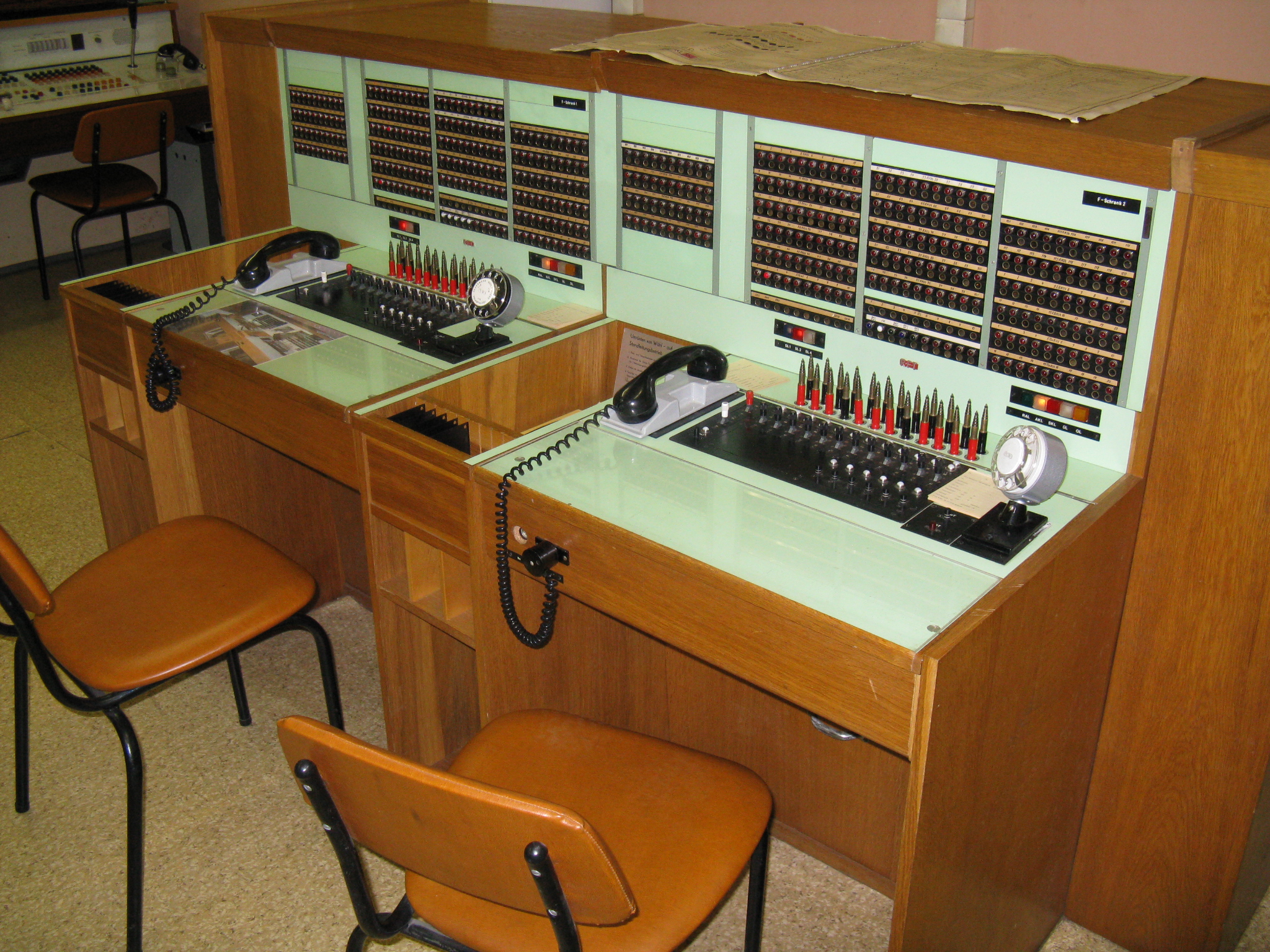
Fernvermittlungsschrank 4

Aufgrund ihres Schutzgrades wurden die Bunker der Troposphären-Funkzentralen in der DDR in das so genannte Not- und Havariefernsprechnetz der NVA integriert. Das Netz war Bestandteil des Führungssystems und ging in das gedeckt vorbereitete Nachrichtensystem der NVA für den Kriegsfall ein. Nur allein dieser Aufgabe dienten die in den Bunkern installierten Fernvermittlungschränke FVS 4.
(Anmerkung: Begriffe wie Nachrichtensystem, Nachrichtenkanal u. ä. sind nicht der Nachrichtengewinnung (Aufklärung) zuzuordnen. In der DDR entsprachen sie heutigen Begriffen wie Fernmeldesystem, Fernmeldekanal usw.)